# Phil Crane

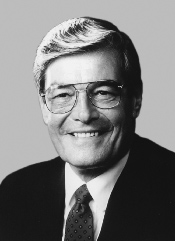
Phil Crane (2006)

Philip Miller „Phil“ Crane (* 3. November 1930 in Chicago, Illinois; † 8. November 2014 in Jefferson, Maryland) war ein US-amerikanischer Politiker und Abgeordneter des US-Repräsentantenhauses für den Bundesstaat Illinois. Das Mitglied der Republikanischen Partei hatte das Mandat von 1969 bis 2004 inne. In den 1970er-Jahren war er eines der führenden Mitglieder des konservativen Flügels der Republikaner.

## Leben
Crane studierte am Hillsdale College, der Universität Wien und der Indiana University. Er promovierte 1961 in Geschichtswissenschaft und diente in der US Army. Danach arbeitete er als wissenschaftlicher Mitarbeiter an der Indiana University und der Bradley University; außerdem war er Angestellter des Republican National Committee und im Jahr Wissenschaftlicher Direktor der Präsidentschaftskampagne von Barry Goldwater.
Sein Bruder Dan Crane saß zeitweise zusammen mit ihm im Kongress, sein anderer Bruder David Crane kandidierte mehrfach für das Amt. Zeitweise wurden sie als „Kennedys der Rechten“ bezeichnet. David erlangte allerdings nie ein Mandat, Dan gelang es nach einem Sex-Skandal nicht, seine Wiederwahl zu gewinnen. Phil Crane kämpfte längere Zeit mit seinem Alkoholismus; öffentlich gab er dies nach seiner erfolgreichen Wiederwahl 2000 zu.
Seine erste Wahl gewann er 1969, als sein Vorgänger Donald Rumsfeld einen Regierungsposten unter Richard Nixon erhielt und deshalb eine Nachwahl notwendig war. Sein Wahlbezirk liegt in den Vororten Chicagos. Bis in die 1990er hinein gewann er seinen Bezirk, der als republikanische Hochburg von Illinois gilt, meist mit 70 % der Stimmen oder mehr. Schon bald nach Amtsantritt machte er sich als ausgesprochen konservativer Abgeordneter einen Namen. Zusammen mit anderen Konservativen wie Paul Weyrich gründete er das Republican Study Committee, das seine primäre Aufgabe darin sah, darauf zu achten, dass die Parteiführung nicht zu liberal agierte. Er war erster Vorsitzender des Komitees.
Bei der Präsidentschaftswahl 1980 trat er erfolglos als Kandidat in den Vorwahlen an – sehr zur Irritation vieler konservativer Parteikollegen, die meinten, er würde vor allem die Chancen von Ronald Reagan schmälern, ohne selbst Erfolgsaussichten zu besitzen. Nach der Wahl sank sein Einfluss dramatisch. Newt Gingrich nahm seine Stellung als führender Konservativer ein. Als die Republikaner bei der Wahl 1994 die Mehrheit im Repräsentantenhaus erkämpfen konnten, war er nur noch Hinterbänkler ohne großen politischen Einfluss. Seinen Sitz verlor er bei der Wahl 2004 an die Demokratin Melissa Bean.
Crane starb im November 2014 im Alter von 84 Jahren in Jefferson, Maryland, an den Folgen einer Erkrankung an Lungenkrebs.